# Галь, Наоми
Наоми Галь (ивр. נעמי גל‎, род. 1944, Иерусалим) — израильская писательница. Её роман «Римские романтики» (רומן רומנטי) (Тель-Авив, 1993, в 2011 году переведён на английский язык под названием Soap Opera — «Мыльная опера») в оригинальной версии на иврите получил Иерусалимскую премию по литературе в 1994 году. В 1999 году израильский англоязычный литературный журнал Ariel включил Галь наряду с Хаимом Беэром и Даном Цалкой «в число передовых израильских писателей современности». Галь почти два десятилетия работала на израильском телевидении и в газетах Маарив и Едиот ахронот в качестве кинокритика и кулинарного обозревателя, прежде чем начать писать романы и детские книги. В настоящее время она является профессором Университета Лихай в Бетлехеме, штат Пенсильвания. Её также относят к писателям-феминисткам.

## Произведения
на иврите:
- "There's a thinness" ("אין דבר העומד בפני הרזון")
- "Roman romanti" ("רומן רומנטי")
- "Story of Ruth and Jerry" ("הרומן של רות וג'רי")
- "Lilith" ("לילית")
- "Anti-Roman", ("אנטי-רומן")

на английском языке:
- Daphne's Seasons
- Soap Opera